# 水位四
水位四（巨蟹座ζ，ζ Cancri，縮寫為Zeta Cnc、ζ Cnc）是在星座巨蟹座的一個多星恆星系統。它距離地球大約83.4 光年，其綜合視星等為+4.67等。由於它靠近黃道，它可能會被月球遮擋，而且很可能被行星遮擋，但很罕見。
該系統的構成如下：
- 一個聯星對：命名為水位四AB （巨蟹座ζ1或巨蟹座ζAB，其兩個組成分本身命名為巨蟹座ζA，或簡稱為Zeta-Cancria A，標示為巨蟹座ζ 1。正式名稱為Tegmine /ˈtɛɡmɪniː/，是巨蟹座ζ星系的傳統名稱。）[2]，和巨蟹座ζ 1/巨蟹座ζB。
- 一個三合星系統：命名為水位四2或水位四C（巨蟹座ζC），包含一顆標示為巨蟹座ζ2/巨蟹座ζCA的主星，和標示為巨蟹座ζ2/巨蟹座ζCa和巨蟹座ζ2/巨蟹座ζCb的第二個聯星對。聯星對的兩個分量本身被指定ζ2/巨蟹座ζCb1和Cb2。

## 術語
「巨蟹座ζ」（拉丁化為「Zeta Cancri」）是系統的拜耳名稱；「巨蟹座ζ1」和「巨蟹座ζ2」是它的兩個組成部分。這兩個組成部分的名稱也可以是「巨蟹座ζAB」和「巨蟹座ζC」，以及它們個別的組成部分名稱為：「巨蟹座ζ A」、「巨蟹座ζB」、「巨蟹座ζCa」、「巨蟹座ζCb」、「巨蟹座ζCb1」和「巨蟹座ζCb2」。這些名稱源自「華盛頓多重性星表」（WMC，Washington Multiplicity Catalog）對 多星系統使用的約定，並被 國際天文學聯合會（IAU）採用。
關於這三顆明亮恆星的目錄身份已經產生了相當大的混亂，格里芬（英語：Griffin）制定了正確的對應關係：
| 成員       | HR   | HD    | SAO   | HIP   |
| ---------- | ---- | ----- | ----- | ----- |
| ζ Cancri A | 3208 | 68257 | 97645 | 40167 |
| ζ Cancri B | 3209 | 68255 | 97645 | 40167 |
| ζ Cancri C | 3210 | 68256 | 97646 | 40167 |

「水位四」（巨蟹座ζ）有傳統名稱「Tegmine」或「Tegmen」，意思是「蟹殼」。在2016年，國際天文學聯合會組織的恆星名稱工作組（WGSN）對恆星的專有名稱進行分類和標準化。WGSN 決定將專有名稱賦予單個恆星，而不是整個多星系統。它於 2016 年 9 月 12 日核定了「Tegmine」是成員「水位四1A」（巨蟹座ζ1A）的專屬名稱，並已被列入 IAU 批准的恆星名錄清單。
在中國，「巨蟹座ζ」稱為「水位四」，意思是星官水位的第四顆恆星。屬於這個星官的恆星還有小犬座6（水位一）、小犬座11（水位二）、巨蟹座8（水位三）。

## 性質
水位四可以在小型望遠鏡中解析為聯星。它的聯星性質是在 1756 年由 托比亞斯·邁耶發現的。 威廉·赫歇爾在1781年解析出構成水位四1的兩個組成部分。1831年初，約翰·赫歇爾注意到水位四2圍繞水位四1軌道中的攝動； 這導致奧托·威廉·馮·斯特魯維在1871年假設了第四個看不見的成員，它緊緊圍繞水位四2的可見成員運行。後來的觀察解決了這第四個組成部分，並表明可能還有一兩個未觀察到的組成部分。
水位四1和水位四2的角距離為5.06 弧秒。這兩個恆星系統每1,100年繞它們共同的質心運行一次。

### 水位四1
這兩個成員都是光譜類F的黃白色主序列矮星。A和B的視星等分別為+5.58和+5.99。截至2008年，它們之間的距離為1弧秒，需要一架大型望遠鏡才能分辨它們，但這種距離到2020年將會增加。它們每59.6年完成一次軌道運行。估計這對恆星的質量分別為1.28和1.18太陽質量。.

### 水位四2
水位四Ca是三個成員中最亮的，視星等為6.12。它似乎是一顆黃色的G型恆星，通常報導為G5V，但現在認為更早，可能是G0V。這顆恆星的質量約為1.15倍太陽質量，和半經約為1.27倍太陽半徑。10等星的水位四Cb是一對非常接近的紅矮星。 Ca和Cb之間的間隔約為0.3弧秒，它們的軌道週期為17年。